# Hulmit
Hulmit war ein Volumenmaß in Estland. Es gehört zu den älteren Maßen des Landes.
- 1 Hulmit = 1/12 Tonne = 11,48 Kubikdezimeter

Die Maßkette war
- 1 Tonne = 2 Lof (Livland) = 4 Lof (Reval)= 12 Hulmit